# 손건

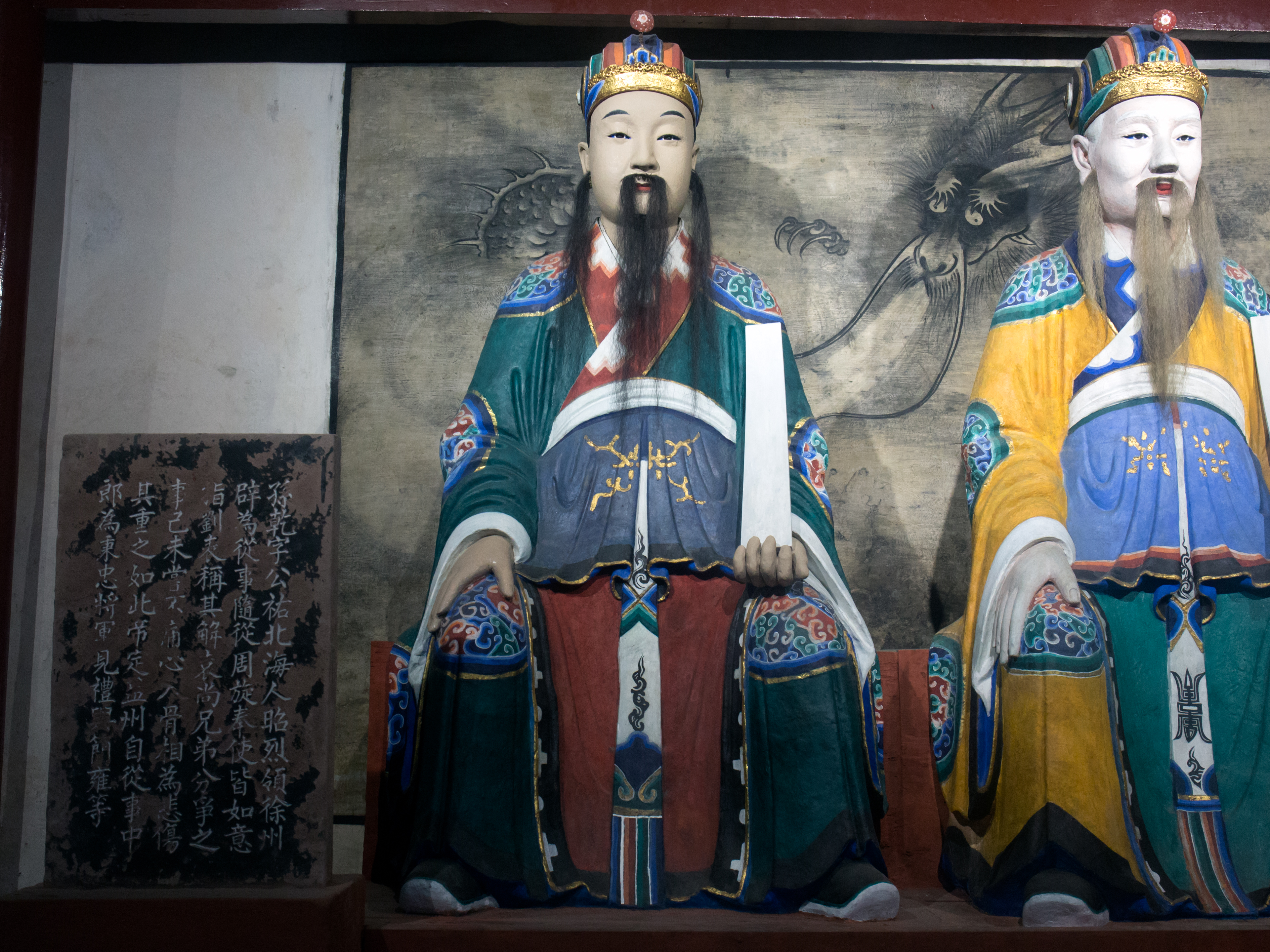

손건(孫乾, ? ~ 214년)은 중국 후한 말의 정치가로, 자는 공우(公祐)이며 청주 북해국 사람이다.

## 사적
유비가 서주를 다스릴 때에, 정현의 추천을 받아 유비의 (서주)종사가 되었고, 유비를 따라 각지를 떠돌았다. 유비가 조조를 배반하고 원소에게 붙었을 때 원소에게 사자로 갔으며, 후에 유비가 유표에게 들어갈 때 미축과 함께 유표에게 사자로 갔다. 유표가 원상에게 보낸 편지에서 손건이 유비와 매양 의논한다고 언급할 정도로 유비의 신임을 받았다.
건안 19년(214년), 유비가 익주를 평정하고서 손건을 종사중랑 · 병충장군으로 삼아, 대우는 미축에 버금가고 간옹과는 동등했다. 그러나 얼마 못 가서 병사했다.

## 《삼국지연의》에서의 손건
조조(曹操)에 의해 유비 삼형제가 흩어졌을 때, 관우(關羽)는 장료(張遼)에 의해 조조에게 가게 된다. 그리고 조조를 공격한 원소(袁紹)의 무장 안량(顔良)과 문추(文醜)의 군대를 격파하고 둘을 죽인다. 원소는 이에 분노하여 데리고 있는 유비가 조조와 내통하고 있을 거라 생각하여 죽이려 드나 곧 사실을 알고 분을 가라앉힌다. 한편, 원소와 조조의 싸움은 장기전이 되었다. 원소는 군사를 무양 방면으로 옮겨 요새를 구축한 후 지키고만 있었기 때문이다. 지루했던 조조는 허창으로 돌아간다.
허창에 온 조조는 황건적 잔당이 여남을 휩쓸고 있어 조홍(曹洪)이 여러 번 대적하나 고전을 면치 못해서 원군을 요청한다는 사실을 알게 된다. 이에 관우는 자기를 보내달라고 한다. 그리하여 관우는 우금(于禁), 악진(樂進)을 부장으로 삼아 5만의 군사를 이끌고 여남으로 향한다. 여남에 도착한 관우는 진지를 구축하고 있었다. 그때, 이때, 병사 하나가 밀정 비슷한 사람을 관우에게 데려온다. 그가 바로 손건이다.
그는 유비가 원소에게 있다는 것을 관우에게 알려준다. 또, 자신이 유벽(劉辟)과 공도(龔都)(황건적 잔당)의 무리라는 것을 알려주고, 내일 거짓 패하는 척하겠다고 한다. 다음날, 실제로 짜고 한 싸움에서 관우는 승리하여 별다른 일 없이 여남을 평정한다. 이로 인해 조조는 더욱 관우를 신임한다. 그러나 관우는 얼마 후 조조를 떠나게 된다.
그 이후로 손건은 관우의 휘하에 들어가 배원소(裴元紹), 주창(周倉)과 만나고, 얼마 후 장비(張飛)의 성에 들어가 합류한다. 유비와도 만나 원소와 떨어지게 하고, 그 이후, 관평(關平)이 관우의 양자가 되고, 배원소의 죽음 대신에 조운(趙雲)과 합류한다. 유비 일행은 길을 떠나고, 드디어 망탕산에 이르렀다. 장비는 유비가 온다는 소식에 단숨에 성채 밑까지 달려온다. 이렇듯 유비 삼 형제의 재회에는 손건의 활약도 있었다.
그 이후 손건은 유비의 신하로서 일하게 된다. 유비가 관우, 장비의 죽음에 격분하여 이릉으로 출진하려 하자 유비를 말릴 수 없다고 판단한 손건은 발빠르게 남만으로 움직여 그쪽 일대의 추장들을 설득시켜 이릉 전투에 참전시키려는 작업을 했다. 그 결과 그 추장들 중 한 명인 사마가(沙摩柯)가 유비를 도와 이릉 전투에 참전하게 된다.

## 같이 보기
- 삼국지 인물 목록